# Ескалаплано
Ескалаплано (итал. Escalaplano) је насеље у Италији у округу Каљари, региону Сардинија.
Према процени из 2011. у насељу је живело 2220 становника. Насеље се налази на надморској висини од 346 м.

## Становништво
| 1936. | 1951. | 1961. | 1971. | 1981. | 1991. | 2001. | 2011. |
| ----- | ----- | ----- | ----- | ----- | ----- | ----- | ----- |
| 2.338 | 2.982 | 3.642 | 3.012 | 3.003 | 2.742 | 2.532 | 2.268 |